# حفل ختام الألعاب البارالمبية الصيفية 2016
قالب:الألعاب البارالمبية الصيفية 2016
أُقيم حفل ختام الألعاب البارالمبية الصيفية 2016 في ملعب ماراكانا بمدينة ريو دي جانيرو، البرازيل في 18 سبتمبر 2016.
نُظمت الفقرات الثقافية للحفل على شكل حفل موسيقي شارك فيه عدد من المغنين والفرق البرازيلية الشهيرة، وتصدرته نجمتا البوب إيفيت سانغالو وغابي أمارانتوس. وفقًا للبروتوكول البارالمبي، تضمن الحفل الختام الرسمي للألعاب، بما في ذلك الكلمات الختامية لرئيس اللجنة البارالمبية الدولية فيليب كرافن ورئيس اللجنة المنظمة للألعاب كارلوس آرثر نوزمان، وتسليم العلم البارالمبي من عمدة ريو دي جانيرو إدواردو بايس إلى يوريكو كويكي، حاكمة طوكيو—المدينة المضيفة الألعاب البارالمبية الصيفية 2020، وعرض ثقافي من المدينة المضيفة التالية، وإطفاء الشعلة البارالمبية، إيذانًا بانتهاء هذه النسخة من الألعاب.

## ملخص

### الترحيب
كان الرياضيون يجلسون بالفعل في الملعب قبل بدء الحفل. تضمنت الفقرات الافتتاحية عازفي طبول صُم يسترشدون بـ "بندول إيقاع مرئي" بقيادة المغنية غابي أمارانتوس، وعرضًا قدمه أندرياس كيسر مصحوبًا بمشهد يضم بهلوانيين على كراسي متحركة، وعرضًا لجوناثان باستوس—الذي ولد بلا ذراعين ويعزف على الجيتار بقدميه. بعد عزف النشيد الوطني للمغني ساولو لوكاس، وهو مغنٍ ولد كفيفًا وشُخصت إصابته بشكل خفيف من التوحد في طفولته، دخل حاملو أعلام الدول المشاركة في هذه الألعاب البارالمبية إلى الملعب.

### حفل بكل الحواس
نُظم البرنامج الثقافي لحفل الختام على شكل حفل موسيقي، تصدرته نجمتا البوب البرازيليتان إيفيت سانجالو وغابي أمارانتوس، وانضم إليهما فانيسا دا ماتا ماتا، سيو، ساولو فرنانديز، عازف الجيتار في فرقة سيبولتورا أندرياس كيسر، أرماندينيو عازف جيتار برازيلي، جوناثان باستوس، فرقتي ناساو زومبي وفرفة أحلام باسينيو، مغني البوب نيغو دو بوريل، والمغني البريطاني كالم سكوت (الذي تعاون مع إيفيت سانغالو في أغنية "Transformar"، الأغنية الرسمية للألعاب البارالمبية الصيفية 2016). خلال أدائهم، شوهد عازف الجيتار في فرقة ناساو زومبي وهو يحمل لافتة كُتب عليها "Fora Temer" ("تامر، ارحل")، في إشارة إلى رئيس البرازيل ميشال تامر.

### طوكيو 2020: التحول الإيجابي
بعد مراسم التسليم الرسمية، أُقيم عرض ثقافي للتعريف بـطوكيو، المدينة المضيفة للألعاب البارالمبية الصيفية 2020. وسلط مقطع فيديو الضوء على استضافة طوكيو السابقة لـالألعاب البارالمبية القانونية الثانية في عام 1964، والتي كانت أول من استخدم مصطلح "بارالمبي". العرض، الذي حمل عنوان "التحول الإيجابي"، قامت ببطولته جيميكو—عارضة أزياء يابانية بارزة ذات ساق اصطناعية، إلى جانب كويتشي أوماي (راقص فقد جزءًا من إحدى ساقيه إثر حادث تسبب فيه سائق مخمور)، والفنان ضعيف البصر أكيرا هياما—الذي "[شارك] رؤيته لطوكيو من مخيلته".
خلال كلمة فيليب كرافن الختامية، وقفوا دقيقة صمت حدادًا على الدراج الإيراني بهمن غولبارنجاد، الذي توفي في اليوم السابق في حادث خلال سباق الدراجات على الطريق. وصرح بأن وفاته "أثرت فينا جميعًا وتركت الحركة البارالمبية بأكملها متحدة في حزنها." ومضى كرافن في الإشادة باستقبال البرازيل للألعاب والأداء العام للرياضيين، قائلاً إن الناس "كانوا في حالة من الرهبة مما يمكنكم فعله ونسوا ما كانوا يعتقدون أنكم لا تستطيعون فعله. لقد أظهرتم للعالم أنه بالموقف الإيجابي، فإن جسم الإنسان، وقبل كل شيء قلب الإنسان وعقله، لا يعرف حدودًا وأن كل شيء ممكن على الإطلاق." كما أعلن كرافن أنه سيمنح الوسام البارالمبي—وهو أعلى تكريم تمنحه اللجنة البارالمبية الدولية، لشعب البرازيل وريو دي جانيرو على "دعمهم المتميز" للألعاب البارالمبية.

## النشيد الوطني
- ساولو لوكاس – النشيد الوطني البرازيلي
- فرقة إيفيت سانجالو – النشيد البارالمبي
- جوقة أطفال هيئة الإذاعة اليابانية في طوكيو وأوتوا يوريكاغو كاي – النشيد الوطني الياباني